# Karol Lambert
Karol Karłowicz Lambert (ros. Карл Карлович Ламберт, ur. 1815, zm. 1 sierpnia 1865) – rosyjski generał kawalerii, pełniący obowiązki namiestnika Królestwa Polskiego od sierpnia do października 1861, hrabia.

## Życiorys
Od 1833 służył w armii, w 1836 został porucznikiem. W latach 1840–1844 kilkakrotnie wysyłany na Kaukaz, uczestniczył w tłumieniu powstania Czeczenów. W 1848 mianowany szefem sztabu II Korpusu Rezerwowego Kawalerii, wziął udział w poskramianiu powstania węgierskiego. W 1849 mianowany generałem-majorem, od 1855 generał-adiutant, w 1857 mianowany generałem-lejtnantem. 6 sierpnia 1861 podniesiony do rangi generała kawalerii, mianowany namiestnikiem Królestwa Polskiego i dowódcą 1. Armii. 12 sierpnia wszedł w skład Rady Państwa.
14 października 1861 na polecenie Petersburga wprowadził stan wojenny.
Był katolikiem. Został odznaczony Orderem Orła Białego (1859), Orderem Świętego Włodzimierza II klasy (1852), Orderem Świętej Anny I, II i IV klasy, Orderem Świętego Stanisława III klasy (1841).